# Krim Belkacem (film)
Pour l’article homonyme, voir Krim Belkacem (homonymie).

Krim Belkacem est un film algérien réalisé par Ahmed Rachedi et sorti en 2014.

## Synopsis
Ce film retrace le parcours combattant de Krim Belkacem, une des figures de proue de la Guerre d'Algérie. Quand il quitte la caserne de Dellys en octobre 1945, au lendemain de la Seconde guerre mondiale, Krim Belkacem a 23 ans. C'est un homme amer et révolté par les Massacres de mai à Sétif, Guelma, Kherrata et plusieurs autres localités du pays meurtri. Mais c'est aussi et surtout un jeune algérien qui s'interroge, le devenir de l'Algérie. Même s'il demeure sceptique quant à l'éventualité d'une solution politique, il se rapproche du Parti du peuple algérien, (PPA) clandestin.
Dès lors, son histoire va se confondre avec celle de la cause nationale. A mesure qu'il argumente ses convictions politiques par un travail de terrain soutenu, il prend conscience, sans pour autant renoncer à militer, des limites de l'action des partis. Il témoignera néanmoins d'une grande confiance à Messali Hadj, le leader incontesté des indépendantistes du mouvement national.
Le 21 mars 1947, Krim à 25 ans, il déterre sa mitraillette "Sten", il entreprend une action contre le caïd de son douar qui n'est autre que son cousin. Il entre dans la clandestinité avec six compagnons. Il maille toute cette partie de l'Algérie d'un réseau dense et touffu dans le seul objectif est de passer à l'action qui aboutira au déclenchement de la lutte armée le 1er novembre 1954.
À l'issue du CNRA de janvier 1959, il fera partie, avec Lakhdar Bentobbal et Abdelhafid Boussouf, du triumvirat qui dirige le CIG (Comité interministériel de guerre), Il hérite ainsi du ministère des Affaires étrangères. Son habileté, son expérience et sa parfaite connaissance des dossiers, feront de lui le candidat approprié pour diriger la délégation algérienne aux différents pourparlers avec le gouvernement français. 
Il est le chef de la délégation algérienne durant les négociations qui aboutissent aux accords d'Évian qui instaurent le cessez-le-feu en Algérie le 19 mars 1962, prélude à l'indépendance de l'Algérie.

## Fiche technique
- Titre original : كريم بلقاسم
- Titre français : Krim Belkacem
- Réalisation : Ahmed Rachedi
- Scénario : Commandant Azzedine, Ahmed Rachedi, Amazit Boukhalfa
- Décors : Saad Ould Bachir, Yacine Aidoud, Rafik Khacheba
- Photographie : Hamid Aktouf
- Montage : Fakhreddine Amri
- Son : Youcef Rachedi
- Musique : Farid Aouamer
- Mixage : Claudio Chiossi
- Script : Anne Vitaux
- Directeur De Production : Ahmed Zerari
- Production : Ministère des Moudjahidine
- Société de production : Arfilm Telecinex
- Pays d'origine : Algérie
- Langue originale : arabe, français, tamazight
- Format : couleur - 1.85 : 1 - 35 mm
- Genre : historique
- Durée : 158 minutes
- Dates de sortie :
  - Algérie : 1er novembre 2014

## Distribution
- Sami Allem
- Mustapha Laribi
- Ahmed Rezzak
- Younes Merabet
- Slimène Ben Ouari
- Kamel Rouini
- Mabrouk Ferroudji
- Ahmed Ben Aissa
- Adel Bakri
- Djamel Dekkar
- Ali Djebara
- Razika Ferhane
- M’barek Menad
- Chawki Bouzid
- Hamid Remas
- Imed Bencheni
- Boualem Zeblah
- Imène Noel
- Hassen Alaoua

- Dahmane Aidrous
- Michel Derville
- Patrice Bouret
- Serge Martina
- Jean Christophe Rauzy

## Tournage
Ce film historique, produit par le Ministère des Moudjahidine (ministère des Anciens Combattants algériens) dans le cadre du programme célébrant le cinquantième anniversaire de l’indépendance de l'Algérie, retrace le parcours combattant de Krim Belkacem, un des dirigeants de l'Algérie combattante.
La première action du film se déroule sur les hauteurs du massif de la Soummam en Kabylie où l’on aperçoit l’arrivée des chefs historiques du FLN venus assister au Congrès de la Soummam, dont notamment, Krim Belkacem, le colonel Amirouche, le colonel Lotfi, Saad Dahleb et Amar Ouamrane.
Les événements du film Krim Belkacem, co-écrit par le journaliste Boukhalfa Amazit et le commandant Azzedine, commencent au lendemain de la Seconde Guerre mondiale (1945). À la fin de la guerre, la France qui refuse d’honorer ses engagements vis-à-vis des Algériens en leurs accordant l'indépendance promise, recourt à une répression généralisée des manifestations pacifiques des Algériens dans la région de Sétif faisant plus de 45 000 victimes, selon le décompte officiel algérien.
Le réalisateur, Ahmed Rachedi a indiqué à l’APS, (Agence algérienne d'information) que d’autres projets cinématographiques sur les chefs nationalistes algériens durant la Guerre d'Algérie dont le colonel Lotfi, sont en cours de préparation. Boukhalfa Amazit, co-auteur du scénario, a, pour sa part, déclaré à l’APS que le projet du film remontait à plus de quatre ans et que l’écriture du scenario qui porte un message humaniste a duré près de deux ans. Le scénariste a par ailleurs indiqué qu’il s’était basé notamment dans sa rédaction sur des témoignages vivants tels celui du commandant Zerari dit Azzedine, un ami proche du défunt.
Les comédiens ayant campé les rôles des personnages clés du Congrès de la Soummam dans le film Krim Belkacem se sont dits fiers d’incarner ces personnalités historiques reconnaissant toutefois la difficulté de ces rôles.
Le rôle de Krim Belkacem a été attribué à Sami Allam alors que Boualem Zeblah et Mustapha Laribi incarnent respectivement le Colonel Amirouche et Abane Ramdane.